# Dodson (Montana)
Dodson – miasto w Stanach Zjednoczonych, w stanie Montana, w hrabstwie Phillips.